# ステライト
ステライト®（Stellite®）はコバルトを主成分とし30%程度のクロム、4～15%のタングステンなどからなる合金に使用されるデロロステライトグループ（Deloro Stellite Group）の商標である。

## はじまり
デロロステライトグループの創始者であり、アメリカ大陸で最初にガソリン車を開発した技術者であるエルウッド・ヘインズ(Elwood Haynes)が1900年頃発明し、1907年12月に特許を取得した。その後ヘインズは1910年にデロロステライトグループの前身であるDeloro Smelting and Refining Company（カナダオンタリオ州デロロ村）とのライセンス締結に至り、同社で1912年より製造を開始した。

## アプリケーション
耐熱・耐食・耐摩耗環境を同時に実現でき非常に融点が高いため、発電関連、航空産業、自動車産業、外科用インプラント（人工関節等）、食品加工、石油ガスプラント設備、ガラス瓶製造、歯科産業、製紙・パルプ産業、食品加工産業、木工産業、製鉄産業、プラスティック・ゴム産業等、幅広い分野で使われている。
しかし機械加工が非常に難しく、鋳造で完成品に近い形(Near net shape)に作り上げ、研磨・仕上をするのが一般的である。近年は鉄系の母材に溶射・溶接をするケースも増えている。小さな部品は鍛造することも多い。
耐熱性があり、磨いた面は摩擦係数が小さく、耐摩耗性に富む。代表的な用途は刃具や溶射して表面処理に用いられる。M60軽機関銃の銃身にステライトのライニングが採用された。ルーヴル美術館の中心部にある三角柱形状のガラス張りの建物のジョイント部分にも使われている。また、ガスタービンブレード、多くの航空機のランディングギア、産業用バルブ、ターボチャージャーやエンジンバルブなどに多く使われている。
日本国内では三菱マテリアル（株）桶川製作所が「三菱ステライト」の商標で製造・販売している。
　

## 派生合金
タロナイトと呼ばれる刃物材料があるが、これも成分はステライトであって、熱間圧延して製造できるようにしたものである。他の金属を用いた刃物と違い、錆びることがなく、加工後焼入れの工程を必要としない。